# 1807 год в театре

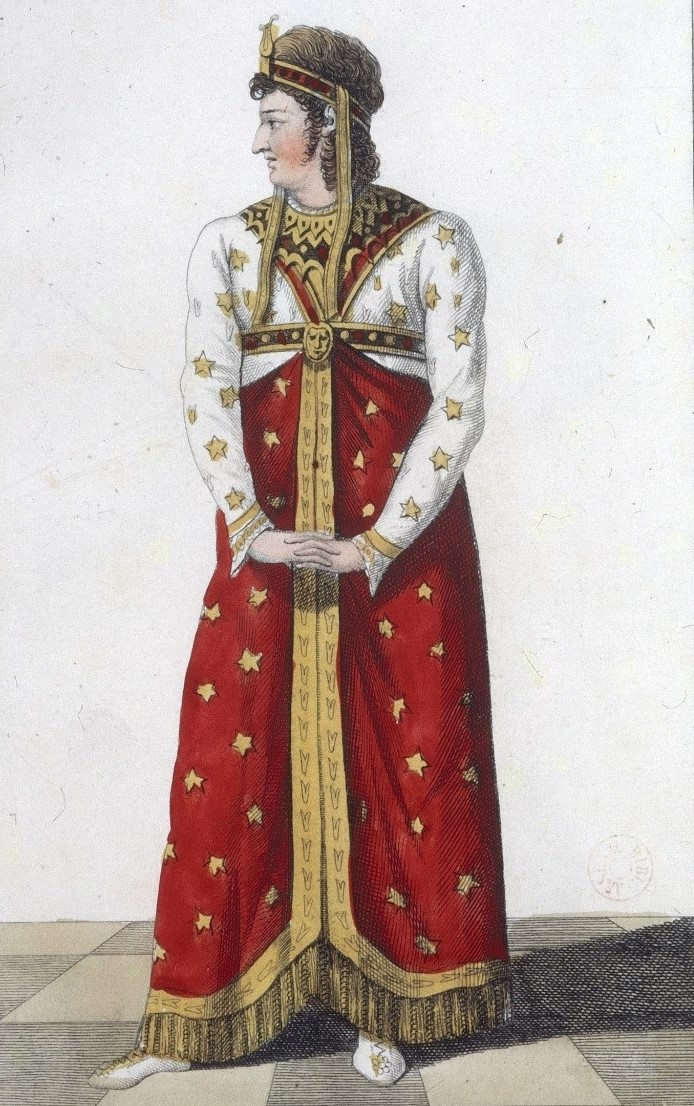
Жан Элевью в роли Иосифа, «Иосиф в Египте» Этьенна Мегюля. Гравюра Карла Верне

1807 год в театре

## События
- 6 апреля — в Венеции указом Наполеона были закрыты старинные театры Сан-Самуэле, Сан-Кассиано, Сан-Анджело и Сан-Лука.
- 24 июня — на бульваре Монмартр открылся театр Варьете[фр.], ныне старейший из существующих парижских театров.
- 29 июля — император Франции Наполеон I своим декретом[фр.] оставил лишь восемь парижских театров, внезапно закрыв все остальные.
- В Париже открылось кабаре «Элизе-Монмартр».

### Постановки
- 17 февраля — в Париже, в театре Фейдо, состоялась премьера оперы Этьенна Мегюля на либретто Александра Дюваля «Иосиф в Египте[англ.]».
- 15 декабря — в Париже, в зале Монтансье, состоялась премьера оперы Гаспаре Спонтини «Весталка».

## Деятели театра
- Январь — драматург Генрих фон Клейст, заподозренный французами в шпионаже, на несколько месяцев был заключён в Форт де Жу[фр.]. В этом же году он написал историческую пьесу «Кетхен из Гейльбронна» (премьера состоялась в 1810 году в Вене) и опубликовал трагедию «Пентесилея».

### Родились
- ? — русский актёр и драматург Пётр Григорьев.
- Неаполь — итальянский композитор и дирижёр Джузеппе Стаффа
- Санкт-Петербург — российско-итальянская оперная певица Софья Шоберлехнер.
- 22 января, Париж — французская актриса Огюстина-Сюзанна Броан.
- 14 февраля, Париж — французский драматург Эрнест Легуве.
- 24 февраля, Берлин — немецкий драматург и либреттист Фридрих Вильгельм Ризе.
- 16 апреля, Кан — французский актёр, художник и скульптор Этьен Мелинг[фр.].
- 14 июля, Буэнос-Айрес — испанский драматург Вентура де ла Вега.
- 24 июля, Нью-Йорк — американский актёр Айра Фредерик Олдридж.
- 21 октября, Мюлуз — французский композитор Наполеон-Анри Ребер.
- 21 октября, Бурлада — испанский оперный композитор Мигель Иларион Эслава.
- 5 ноября, Осведо — испанский драматург и политик Патрисио Эскосура.
- 16 ноября, Иссуар — французский дирижёр Франсуа Жорж-Айнль.
- 5 (17) декабря, Санкт-Петербург — русский актёр, первый исполнитель роли Молчалина, Николай Дюр.

### Скончались
- 14 июня, Фридланд (ныне г. Правдинск) — французский драматург Бюрсе[фр.].
- 3 (15) августа, Санкт-Петербург (?) — русская оперная певица и актриса Авдотья Михайлова.